# Фаустіно Алонсо
Фаустіно Алонсо (ісп. Faustino Alonso, нар. 15 лютого 1961) — парагвайський футболіст, що грав на позиції нападника.

## Біографія
1986 року виступав за команду «Соль де Америка», з якою того року став чемпіоном Парагваю. Цей результат дозволив Алонсо у складі національної збірної Парагваю поїхати на чемпіонат світу 1986 року у Мексиці, але на поле не виходив.
Після цього Фаустіно перейшов до португальського клубу «Ріу-Аве», за який зіграв сім ігор у португальській Прімейра-лізі і забив 1 гол.

## Титули і досягнення
- Чемпіон Парагваю (1):

«Соль де Америка»: 1986